# Infurcitinea cyprica
Infurcitinea cyprica är en fjärilsart som beskrevs av Petersen och Reinhardt Gaedike 1985. Infurcitinea cyprica ingår i släktet Infurcitinea och familjen äkta malar.
Artens utbredningsområde är Cypern. Inga underarter finns listade i Catalogue of Life.